# Kličevica (folyó)
A Kličevica egy folyó Horvátország déli részén, Dalmáciában, Ravni kotari területén.

## Leírása
A folyó a Biljanski-hegy lábánál előtörő forrásból ered, majd egy szurdokvölgyben folyik tovább, melynek északi oldalán két barlang (a Velika és a Mala pećina) is található. 14,9 km megtétele után ömlik a Nadinsko blato nevű időszakos tóba.